# Strei, Hunedoara
Strei (în maghiară Zeykfalva, în germană Zeikdorf) este un sat ce aparține orașului Călan din județul Hunedoara, Transilvania, România.

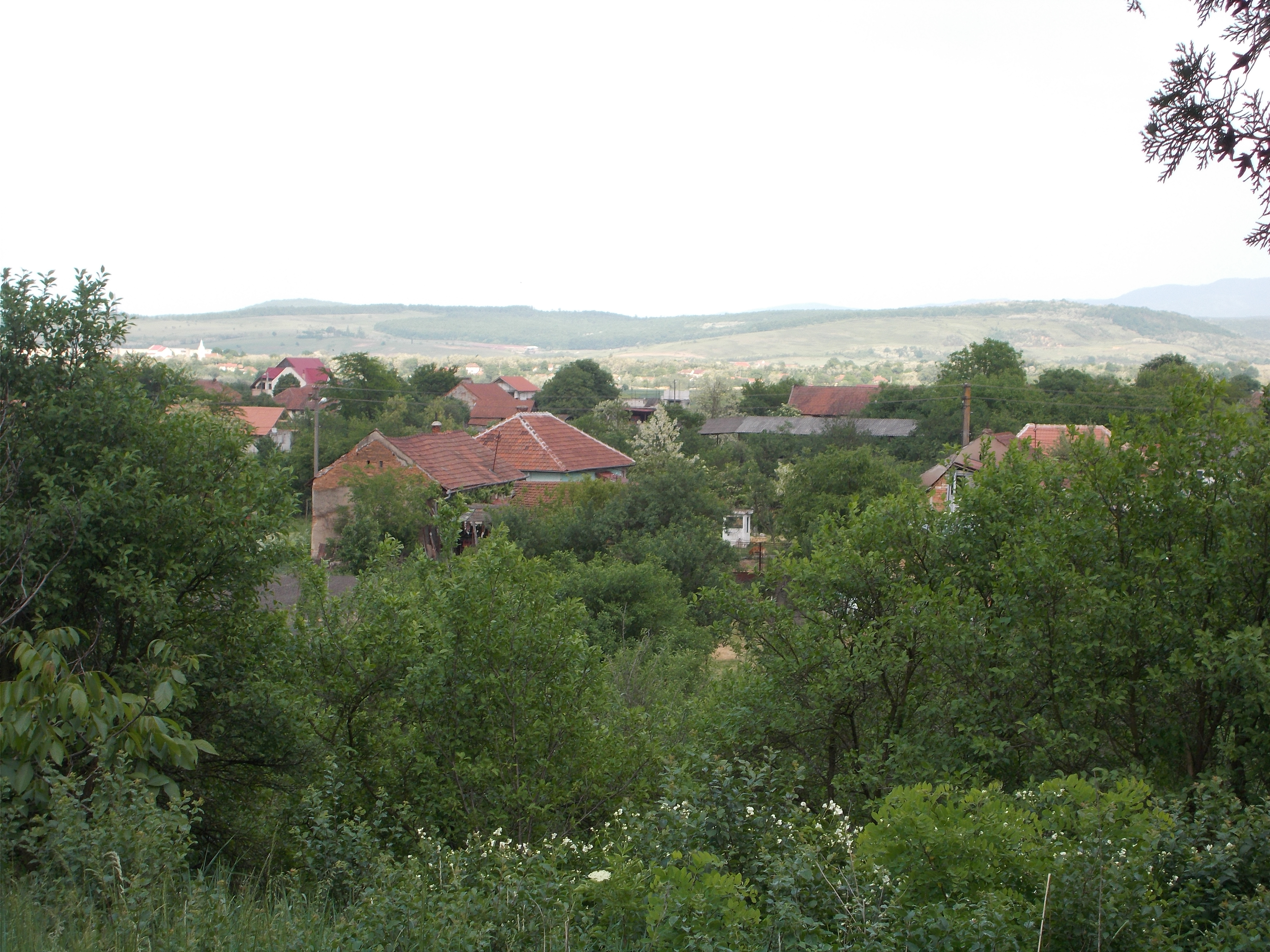
Strei

## Lăcașuri de cult
Printre cele mai vechi monumente de pe teritoriul României păstrate se numără și biserica din cimitirul satului. De mici dimensiuni, construită din piatră brută, prezintă un turn-clopotniță pe fațada vestică, o navă scurtă cu boltă de scânduri și un altar dreptunghiular, boltit în cruce pe ogive masive de piatră. Odinioară pictată și la exterior, ea păstrează un valoros ansamblu de picturi murale la interior executate de maestrul Grozie.
Sinteză de influențe bizantine și nord-italiene (stil gotic timpuriu), valorificate într-o manieră arhitectonică locală, biserica ortodoxă din Strei datează din a doua jumătate a sec. al XIV-lea (după unele surse circa 1270). În altar "Iisus în glorie" și cortegiul apostolilor, în navă "Buna Vestire", Sf. Nicolae și sfinți.

## Imagini

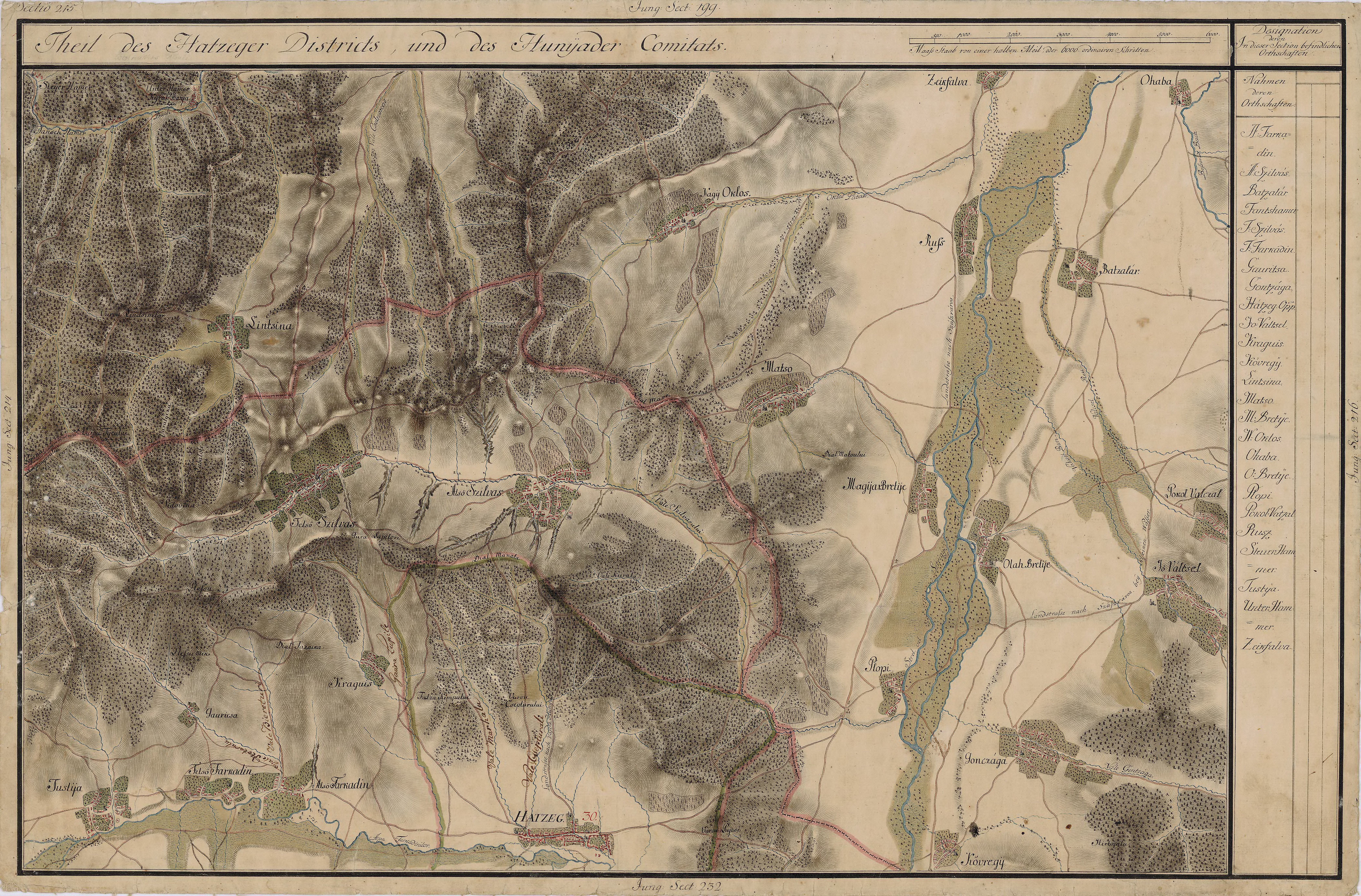
Strei în Harta Iosefină a Transilvaniei, 1769-1773
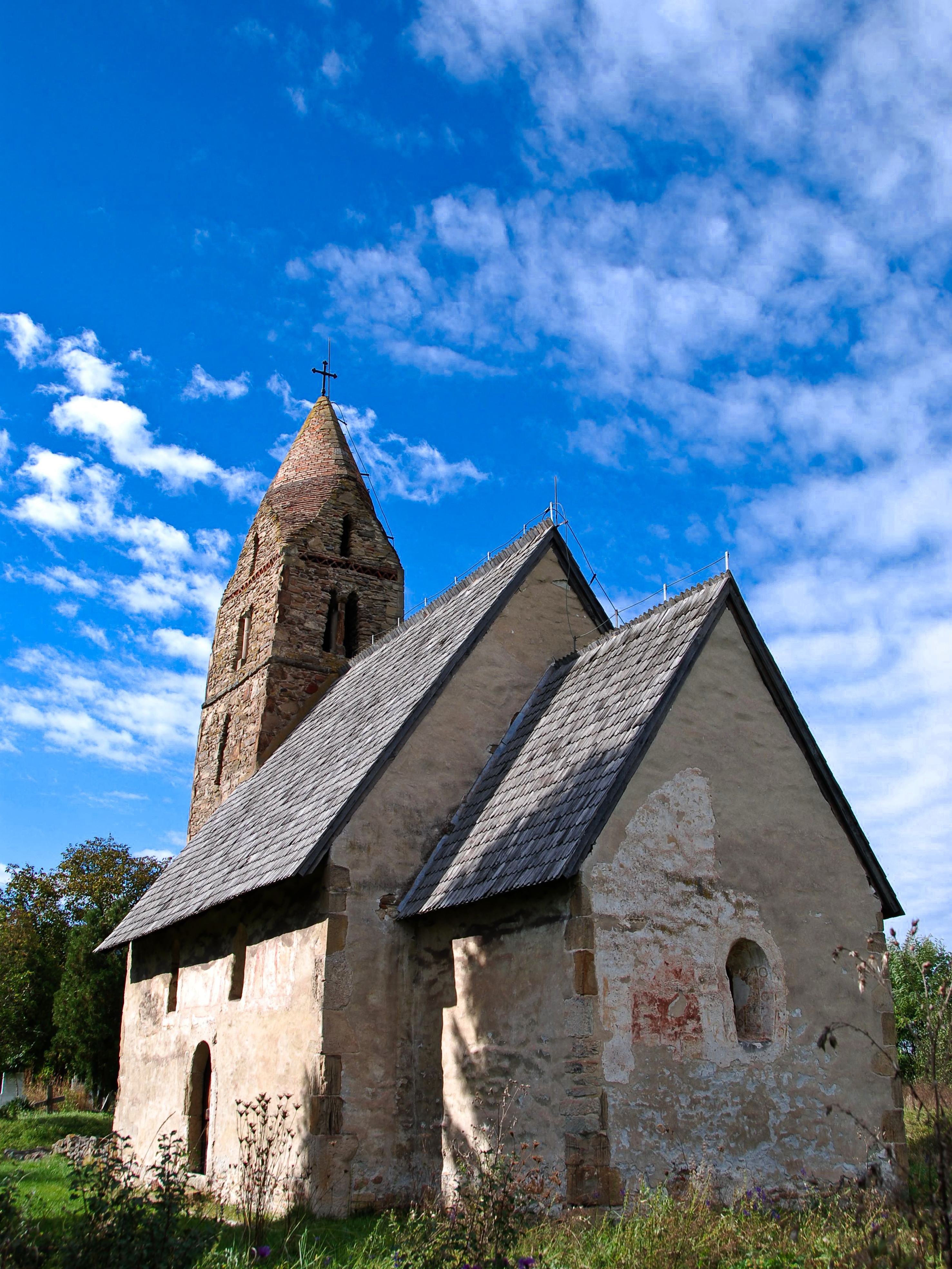
Biserica Adormirea Maicii Domnului din Strei
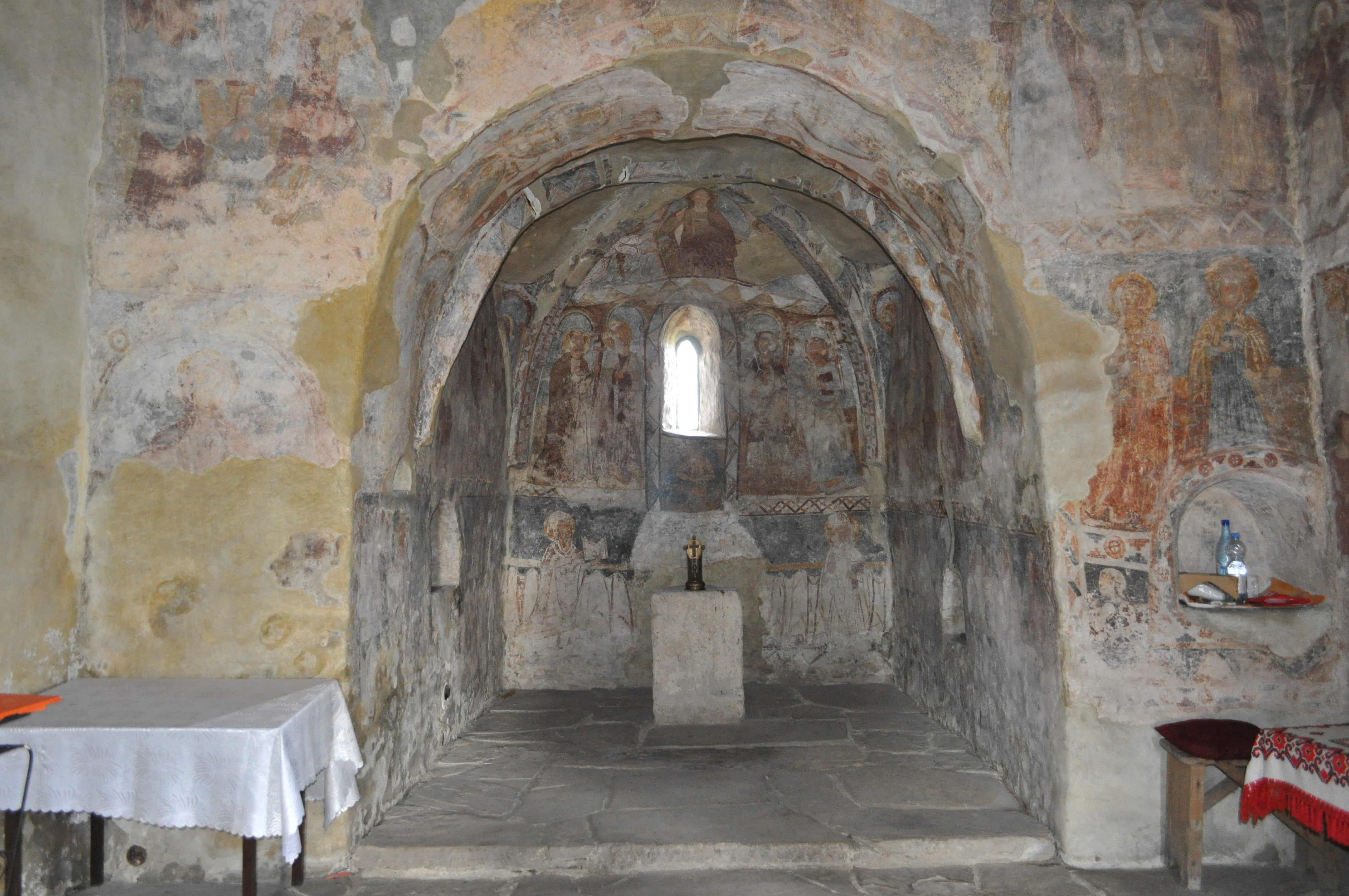
Altarul
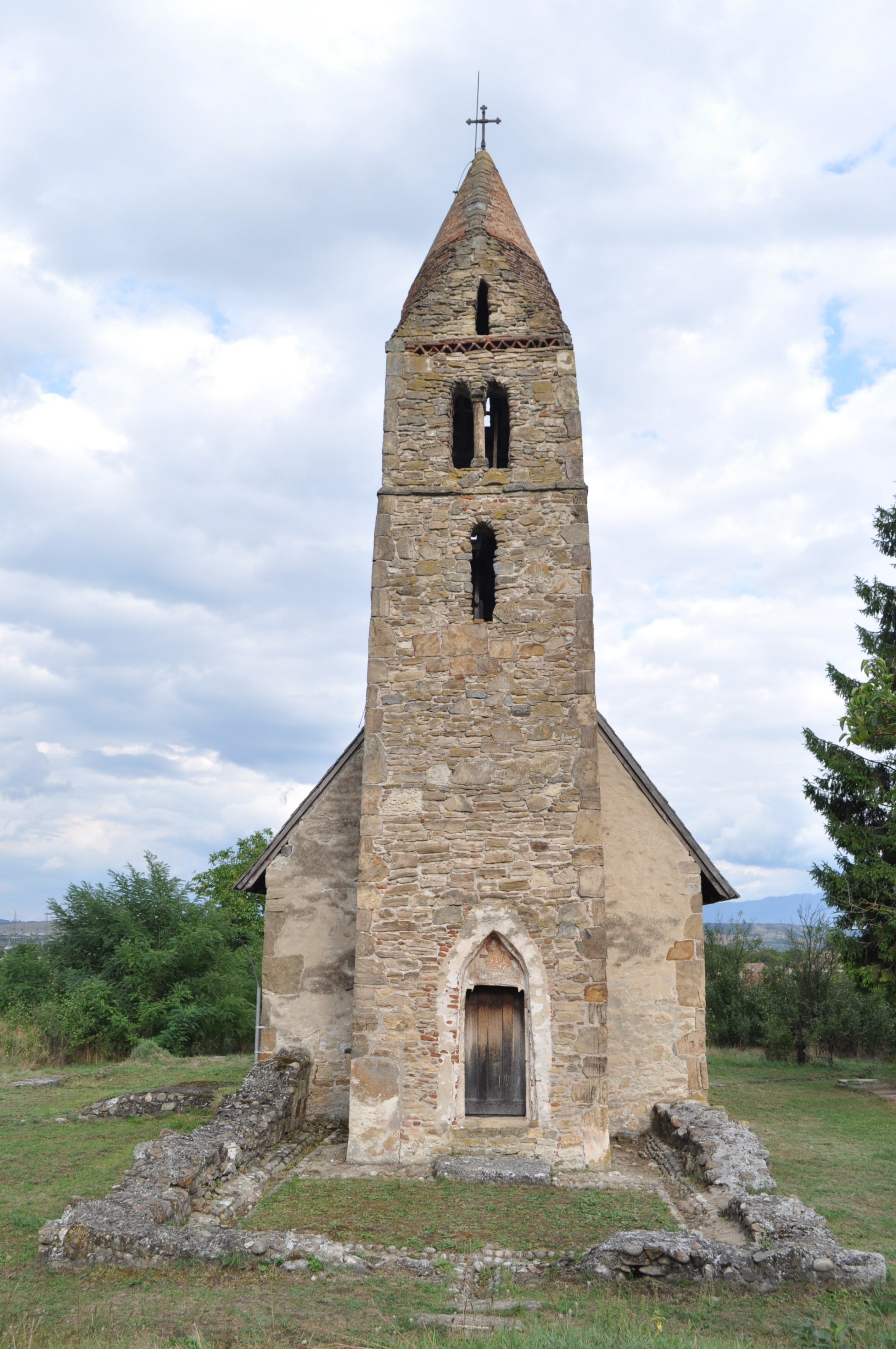
Biserica (vest)